# Член Палати громад Канади
Член Палати громад Канади (фр. Membre de la Chambre des Communautés du Canada) — термін, який зазвичай використовується для опису обраного політика в Палаті громад Канади, нижній палаті двопалатного парламенту Канади.

## Термінологія
Основне використання терміна відноситься до обраних членів Палати громад. У законодавстві це може також стосуватися невиборних членів Сенату. Проте зазвичай використовується титул сенатора, тоді як членів Палати громад такого альтернативного титулу немає. Менш двозначний термін для членів обох палат – парламентарій.
Є 338 обраних депутатів, кожен із яких представляє окремий виборчий округ, відомий як верхова їзда. Депутати обираються за системою "першим минулим" на загальних або додаткових виборах, які зазвичай проводяться кожні чотири роки або рідше. 105 членів Сенату призначаються Короною за рекомендацією прем'єр-міністра.

## Представництво
Станом на 2021 рік канадська палата громад налічує 338 членів, кожен із яких представляє одну верхову їзду. Місця розподіляються між провінціями пропорційно населенню, що визначається кожним десятирічним переписом населення, за наступними винятками, зробленими Конституцією Канади. По-перше, «сенатська зала» гарантує, що в кожній провінції буде щонайменше стільки ж обраних депутатів, скільки та сенаторів. По-друге, «дідусеве застереження» гарантує, що кожна провінція тепер має як мінімум стільки ж місць, скільки було виділено в Законі про представництво 1985 року.

## Присяга на вірність
Присяга членів парламенту залишається незмінною з часів конфедерації; відповідно до розділу IX.128 Конституційного акта 1867 року: «Кожен член Сенату та Палати громад Канади, перш ніж зайняти своє місце в них, повинен зайняти та підписатися перед генерал-губернатором або будь-якою особою, уповноваженою ним, та кожним членом Законодавчий рада або Законодавчі збори будь-якої провінції перед віце-губернатором провінції або уповноваженою ним особою складають присягу на вірність, що міститься у П'ятому додатку до Закону». Присяга, викладена у вказаному графіку: Я, [ім'я], присягаю, що буду вірний і буду вірний Її Величності Королеві Вікторії. з належними повноваженнями». Текст присяги такий:
Я, [ім'я], присягаю, що буду вірним і відданий Його Величності королю Чарльзу III.
Або по-французькому:
Je, [ім'я], jure que je serai fidele et porterai une vraie allégeance à Sa Majesté le Roi Charles III.
Для тих парламентаріїв, чия релігія забороняє складати присягу, існує компромісне твердження, вперше введене 1905 року:
Я, [ім'я], урочисто, щиро і вірно заявляю і заявляю, що складання присяги згідно з моїми релігійними переконаннями є незаконним, і я також урочисто, щиро і вірно заявляю і заявляю, що буду вірним і вірним Його Величності королю Чарльзу lll.

## Привілеї
Парламентарії користуються парламентськими привілеями, які з загального права.
Винагорода
У 2021 році річна зарплата кожного депутата становить 189 500 доларів. Члени можуть отримувати додаткові суми з інших посад або функцій, які вони займають, наприклад, спікера Палати представників або міністра Корони.